# Faulx
Faulx är en kommun i departementet Meurthe-et-Moselle i regionen Grand Est (tidigare regionen Lorraine) i nordöstra Frankrike. Kommunen ligger i kantonen Nomeny som tillhör arrondissementet Nancy. År 2022 hade Faulx 1 391 invånare.

## Befolkningsutveckling
Antalet invånare i kommunen Faulx
| Referens: INSEE |